# 泰爾相卡 (米哈伊洛-盧卡舍韋市鎮)
48°5′7″N 35°35′25″E / 48.08528°N 35.59028°E
泰爾相卡（烏克蘭語：Терсянка）是位於烏克蘭東南部的村莊，由扎波羅熱州扎波羅熱区的米哈伊洛-盧卡舍韋市鎮負責管轄。該村始建於1927年，面積1.069平方公里，距離普里維利內和希羅凱3公里。